# ヴィッラノーヴァ・カナヴェーゼ
ヴィッラノーヴァ・カナヴェーゼ（伊: Villanova Canavese）は、イタリア共和国ピエモンテ州トリノ県にある、人口約1,200人の基礎自治体（コムーネ）。

## 地理

### 位置・広がり

#### 隣接コムーネ
隣接するコムーネは以下の通り。
- カファッセ
- フィアーノ
- グロッソ
- マーティ
- ノーレ